# Anolis gemmosus
Anolis gemmosus är en ödleart som beskrevs av  O’shaughnessy 1875. Anolis gemmosus ingår i släktet anolisar, och familjen Polychrotidae. IUCN kategoriserar arten globalt som livskraftig. Inga underarter finns listade i Catalogue of Life.